# Nouainville
Nouainville – miejscowość i gmina we Francji, w regionie Normandia, w departamencie Manche.
Według danych na rok 1990 gminę zamieszkiwało 335 osób, a gęstość zaludnienia wynosiła 88 osób/km² (wśród 1815 gmin Dolnej Normandii Nouainville plasuje się na 563. miejscu pod względem liczby ludności, natomiast pod względem powierzchni na miejscu 982.).